# Moi dix Mois
I Moi dix Mois sono un progetto solista gothic metal di Mana, con forti influenze symphonic metal, giapponese nata il 19 marzo 2002 (compleanno di Mana) a Tokyo e tuttora in attività.
Il gruppo nasce dall'idea di Mana, leader e chitarrista della band giapponese MALICE MIZER, dai quali si differenzia portando avanti un progetto più gotico rispetto al gruppo precedente, senza eccessivi cambi di genere.

Lo stile gothic di questo gruppo porta alla formazione di personaggi eleganti, androgini, altezzosi, rispecchiando i canoni tipici di bellezza secondo la cultura giapponese, da quello che ci riferisce lo stesso Mana.
Oltre a scrivere musica e testi, Mana compone con il computer le modalità di programmazione per le sue canzoni.
Il nome del gruppo è un termine coniato da Mana. 'Moi': me (che è Mana), e 'Dix Mois' significa 'Dieci mesi' in francese. Il significato implicito di dix mois è la nascita e l'inizio, provenienti da 10 mesi, periodo di sviluppo fetale umano come un embrione nel grembo materno, secondo il calendario giapponese. Inoltre, il numero 10 è stato attribuito ad una particolare connotazione di Mana; una combinazione di '1' rappresenta l'inizio, e '0' implica eternità e infinito.

## Formazione

### Formazione attuale
- Seth - voce
- Mana - chitarra
- Sugiya - basso
- Hayato - batteria
- Ryux - chitarra

### Ex componenti
- Juka - voce
- Kazuno - basso
- Tohru - batteria (membro di supporto)
- Shadow X - death voice (membro di supporto)
- K - chitarra e death voce (deceduto il 14 maggio 2014)

## Dibattito sul genere
I Moi dix Mois vengono spesso considerati soltanto una band visual kei dato il larghissimo uso di costumi molto scenografici, tuttavia Mana ha chiarito che il loro genere è gothic metal, in un'intervista per una televisione francese ha detto che il suo genere nasce dalla fusione di rock e musica classica.

## Discografia

### Album
Pubblicati in Giappone
- 2003 - Dix Infernal
- 2004 - Nocturnal Opera
- 2006 - Beyond the Gate
- 2007 - Dixanadu
- 2010 - D+SECT
- 2012 - Reprise

Pubblicati in Europa
- 2004 - Dix Infernal
- 2005 - Nocturnal Opera
- 2006 - Beyond the Gate; due versioni "regular" e "limited"
- 2007 - DIXANADU; tre versioni "regular CD", "limited CD" e "limited LP"

### Singoli
- 2002 - Dialogue Symphonie
- 2004 - Shadows Temple
- 2004 - Pageant
- 2006 - Lamentful Miss

### DVD
- 2003 - Dix Infernal - Scars of Sabbath
- 2005 - Invite to Immorality - Moi dix Mois Europe Live Tour 2005
- 2008 - FATED: raison d'etre DIXANADU Europe Live Tour 2007

### Pubblicazioni limitate al solo Fanclub
- 2002 - Voice From Inferno (Mon†Amour fanclub CD)